# Tượng đài hải dương quốc gia Papahānaumokuākea
Tượng đài hải dương quốc gia Papahānaumokuākea (tên tiếng Anh: Papahānaumokuākea Marine National Monument, /pɑːpɑːˈhɑːnaʊmoʊkuˌɑːkeɪ.ə/), còn được gọi theo tên cũ là Khu bảo tồn hải dương quốc gia quần đảo Tây bắc Hawaii (tiếng Anh: Northwestern Hawaiian Islands Marine National Monument), là một tượng đài quốc gia nằm ở quần đảo Tây Bắc Hawaii, thuộc tiểu bang Hawaii, Hoa Kỳ. Khu vực này có diện tích 583.000 dặm vuông Anh (1.510.000 km2) bề mặt biển, bao gồm 10 hòn đảo và rạn san hô vòng. Được thành lập vào tháng 6 năm 2006 với diện tích ban đầu 140.000 dặm vuông Anh (360.000 km2), nó được mở rộng vào tháng 8 năm 2016 với việc ranh giới mở rộng đến giới hạn vùng đặc quyền kinh tế khiến nó trở thành một trong những khu vực được bảo vệ lớn nhất thế giới. Khu vực này mang cả giá trị văn hóa và tự nhiên khi có mối quan hệ mật thiết giữa con người và thiên nhiên, nơi mà người ta tin rằng cuộc sống bắt đầu và cũng là nơi các linh hồn trở lại sau khi chết. Hai trong số các hòn đảo trong khu vực này là Nihoa và Makumanamana có những di vật khảo cổ liên quan đến khu định cư tiền châu Âu. Hầu hết tượng đài này bao gồm phần diện tích môi trường sống ngoài khơi và nước sâu với các tính năng đáng chú ý nhất là núi ngầm, bờ đất ngập nước, rạn san hô rộng lớn và đầm phá. Tượng đài này đã được UNESCO công nhận là Di sản thế giới vào tháng 7 năm 2010 tại kỳ họp thứ 34 của Ủy ban Di sản thế giới tại Brasilia.

## Lịch sử

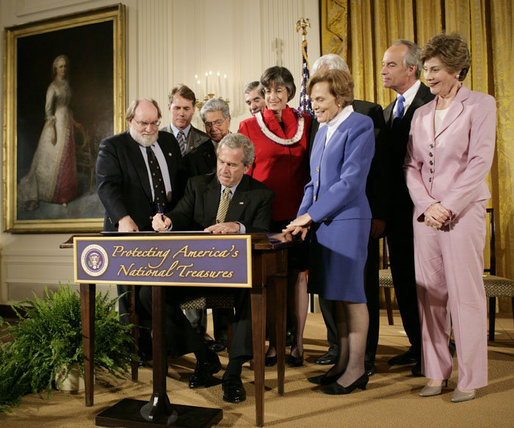
Tổng thống George W. Bush tuyên bố thành lập tượng đài vào ngày 15 tháng 6 năm 2006.

Quần đảo Tây Bắc Hawaii (NWHI) được bảo vệ lần đầu tiên vào ngày 3 tháng 2 năm 1909 khi tổng thống Theodore Roosevelt thành lập Khu bảo tồn chim Quần đảo Hawaii theo Sắc lệnh 1019, như một biện pháp với việc săn bắn quá mức các loài chim biển và nhận ra tầm quan trọng của khu vực quần đảo này là nơi làm tổ cho nhiều loài chim biển hoang dã. Tổng thống Franklin D. Roosevelt sau đó đã chuyển nó thành Khu bảo tồn Động vật hoang dã Quốc gia Quần đảo Hawaii vào năm 1940. Một loạt các biện pháp gia tăng bảo vệ sau đó dẫn đến việc thành lập Khu bảo tồn Động vật hoang dã Quốc gia Đảo san hô vòng Midway vào năm 1988, Khu bảo tồn hệ sinh thái Rạn san hô Quần đảo Tây Bắc Hawaii năm 2000.
Tổng thống Bill Clinton thành lập Khu bảo tồn sinh thái Rạn san hô Quần đảo Tây Bắc Hawaii vào ngày 4 tháng 12 năm 2000 theo Sắc lệnh 13178. Sắc lệnh hành pháp này đã khởi xướng một quy trình chỉ định vùng biển của Quần đảo là Khu bảo tồn biển quốc gia. Năm 2005, Thống đốc Hawaii Linda Lingle tuyên bố các phần của tượng đài là khu bảo tồn động vật biển tiểu bang.
Vào tháng 4 năm 2006, tổng thống George W. Bush và phu nhân đã xem buổi chiếu phim Voyage to Kure tại Nhà Trắng cùng đạo diện bộ phim Jean-Michel Cousteau. Các hành động làm tổn hại đến hệ động thực vật trong phim đã khiến vị tổng thống này nhanh chóng đã có những biện pháp bảo vệ khu vực. Vào ngày 15 tháng 6 năm 2006, tổng thống Bush đã ký Tuyên bố 8031 chỉ định vùng biển thuộc Quần đảo Tây Bắc Hawaii là một tượng đài quốc gia theo Đạo luật Cổ vật năm 1906. Đây là tượng đài thứ hai được tổng thống Bush chỉ định theo đạo luật này sau Tượng đài Quốc gia African Burial Ground tại Manhattan được thành lập vào tháng 2 năm 2006.
Vào ngày 27 tháng 2 năm 2007, tổng thống Bush đã đổi tên thành "Papahānaumokuākea", lấy cảm hứng từ nữ thần và Mẹ Trái Đất của người Hawaii cổ đại Papahānaumoku và chồng của bà, là người cha của bầu trời Wākea. Vào ngày 1 tháng 3, đệ nhất phu nhân Laura Bush đã đến thăm đảo san hô Midway và sau đó một ngày, một buổi lễ đổi tên diễn ra tại Cung điện Washington ở Honolulu. Tại buổi lễ, đệ nhất phu nhân Laura Bush và Bộ trưởng Nội vụ Dirk Kempthorne tuyên bố việc thay đổi tên và có những phát biểu nhằm giúp nâng cao nhận thức của công chúng về tượng đài. Tháng 10 năm 2007, Ủy ban Bảo vệ Môi trường Biển của Tổ chức Hàng hải Quốc tế đã chỉ định tượng đài quốc gia này là Khu vực biển đặc biệt nhạy cảm. Tháng 8 năm 2016, Tổng thống Barack Obama đã mở rộng diện tích của tượng đài khoảng bốn lần. Vào thời điểm sau khi mở rộng, nó là khu bảo tồn biển lớn nhất thế giới.

## Mô tả

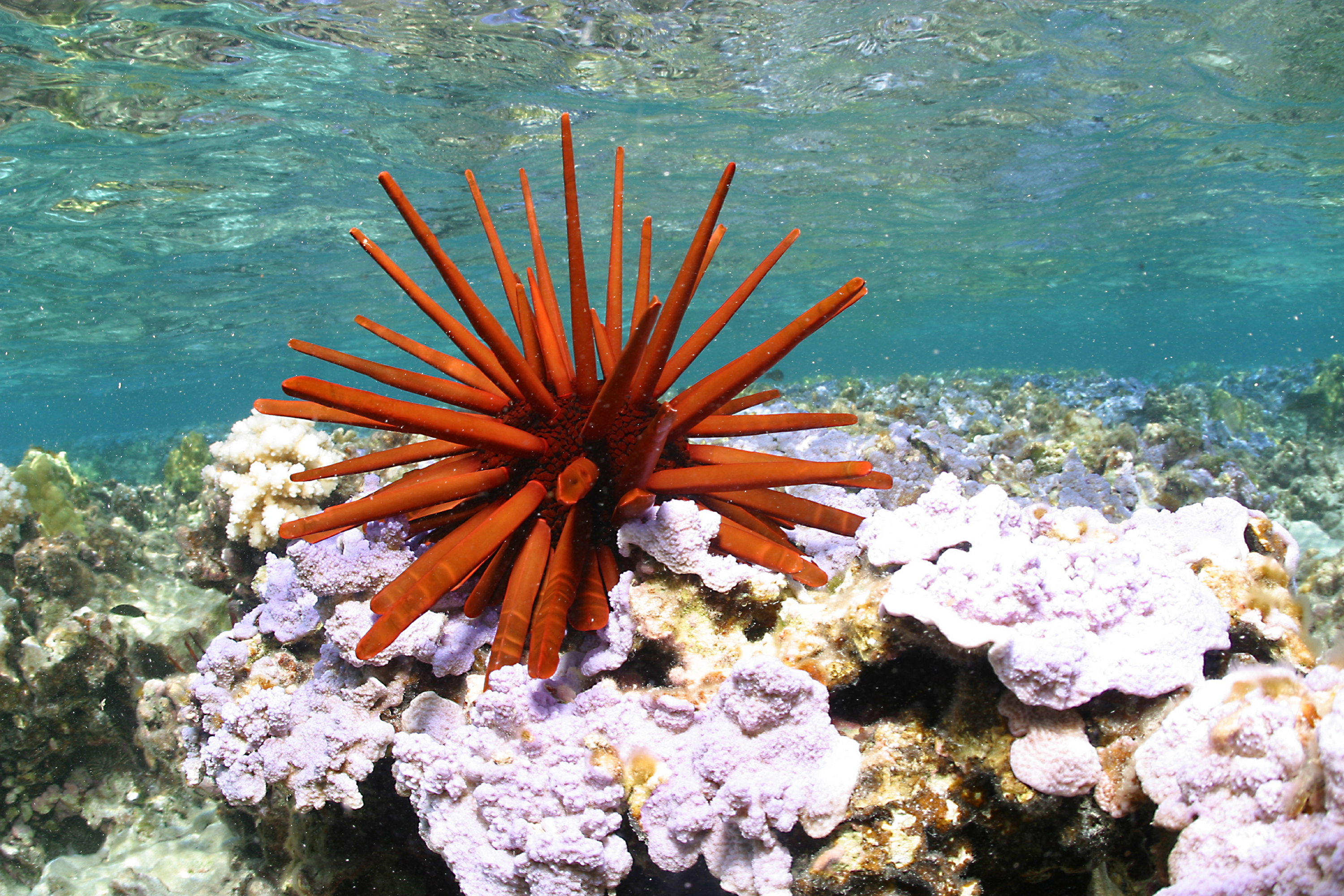
Cầu gai đỏ – Papahānaumokuākea. Hình ảnh của USFWS.

Đây là môi trường sống của 7.000 loài, một phần tư trong số đó là loài đặc hữu. Nhiều loài trong số đó là loài có nguy cơ tuyệt chủng trên toàn cầu như Đồi mồi, Đồi mồi dứa, Hải cẩu thầy tu Hawaii, Sẻ Laysan, Sẻ Nihoa, Chích cối xay Nihoa, Vịt Laysan, Hải âu Laysan, cùng các loài thực vật quý hiếm như Cọ quạt Nihoa và nhiều loài Động vật Chân khớp. Quần thể Tôm hùm từng bị khai thác rộng rãi trong những năm 1980 và 1990.
Cục Đánh bắt Cá biển Quốc gia Hoa Kỳ báo cáo rằng, nhiều quần thể loài vẫn chưa phục hồi hoàn toàn sau sự đánh bắt quy mô lớn ảnh hưởng đến hệ sinh thái Bắc Thái Bình Dương vào cuối những năm 1980 và đầu những năm 1990. Điều này đã khiến một số loài suy giảm nghiêm trọng, trong đó có cả Tôm hùm gai, Chim biển và Hải cầu thầy tu Hawaii. Hoạt động đánh bắt cá thương mại tại khu vực kết thúc vào năm 2011. Tượng đài sau đó được bảo vệ nghiêm ngặt ngoại trừ việc đánh bắt truyền thống của những người Hawaii bản địa và khai thác du lịch một cách hạn chế.
Đài tưởng niệm này có diện tích 583.000 dặm vuông Anh (1.510.000 km2) của rạn san hô, đảo san hô vòng, và vùng biển ngoài khơi đến 200 dặm (320 km), lớn hơn diện tích của tất cả các vườn quốc gia của Hoa Kỳ cộng lại. Nó chứa 10% môi trường sống rạn san hô vùng nước nông của lãnh thổ Hoa Kỳ. Thậm chí nó còn lớn hơn diện tích của Công viên hải dương Rạn san hô Great Barrier của Úc, gần bằng kích thước của nước Đức và chỉ nhỏ hơn một chút so với bang Montana.
Hầu hết đài tượng niệm là một phần của tiểu bang Hawaii, ngoại trừ Rạn san hô Midway là một phần của Các tiểu đảo xa của Hoa Kỳ. Sân bay Henderson tại đảo san hô Midway cung cấp lối vào từ trên không.

## Quản lý
Khu vực biển của tượng đài được quản lý bởi Cơ quan Quản lý Đại dương và Khí quyển Quốc gia (NOAA). Tượng đài bao gồm một số Khu bảo tồn Động vật hoang dã của tiểu bang Hawaii và Hoa Kỳ, khu dự trữ, khu bảo tồn quốc gia, đài tưởng niệm và di tích riêng biệt khác. Khu bảo tồn Động vật hoang dã Quốc gia Quần đảo Hawaii có diện tích 254.418,1 mẫu Anh (397,53 dặm vuông Anh; 1.029,6 km2) nằm trong tượng đài và được quản lý bởi Cục Cá và Động vật hoang dã Hoa Kỳ (FWS). Ngoài ra, tượng đài cũng bao gồm Khu dự trữ sinh thái Rạn san hô Quần đảo Tây Bắc Hawaii có diện tích 132.000 dặm vuông Anh (340.000 km2) được thành lập vào năm 2000, Khu bảo tồn Động vật hoang dã Quốc gia Đảo san hô vòng Midway có diện tích 590.991,50 mẫu Anh (2.391,7 km2), Đài tưởng niệm quốc gia Trận Midway, Khu bảo tồn chim biển của tiểu bang Hawaii tại và Khu bảo tồn hàng hải Quần đảo Tây Bắc Hawaii.

## Hình ảnh

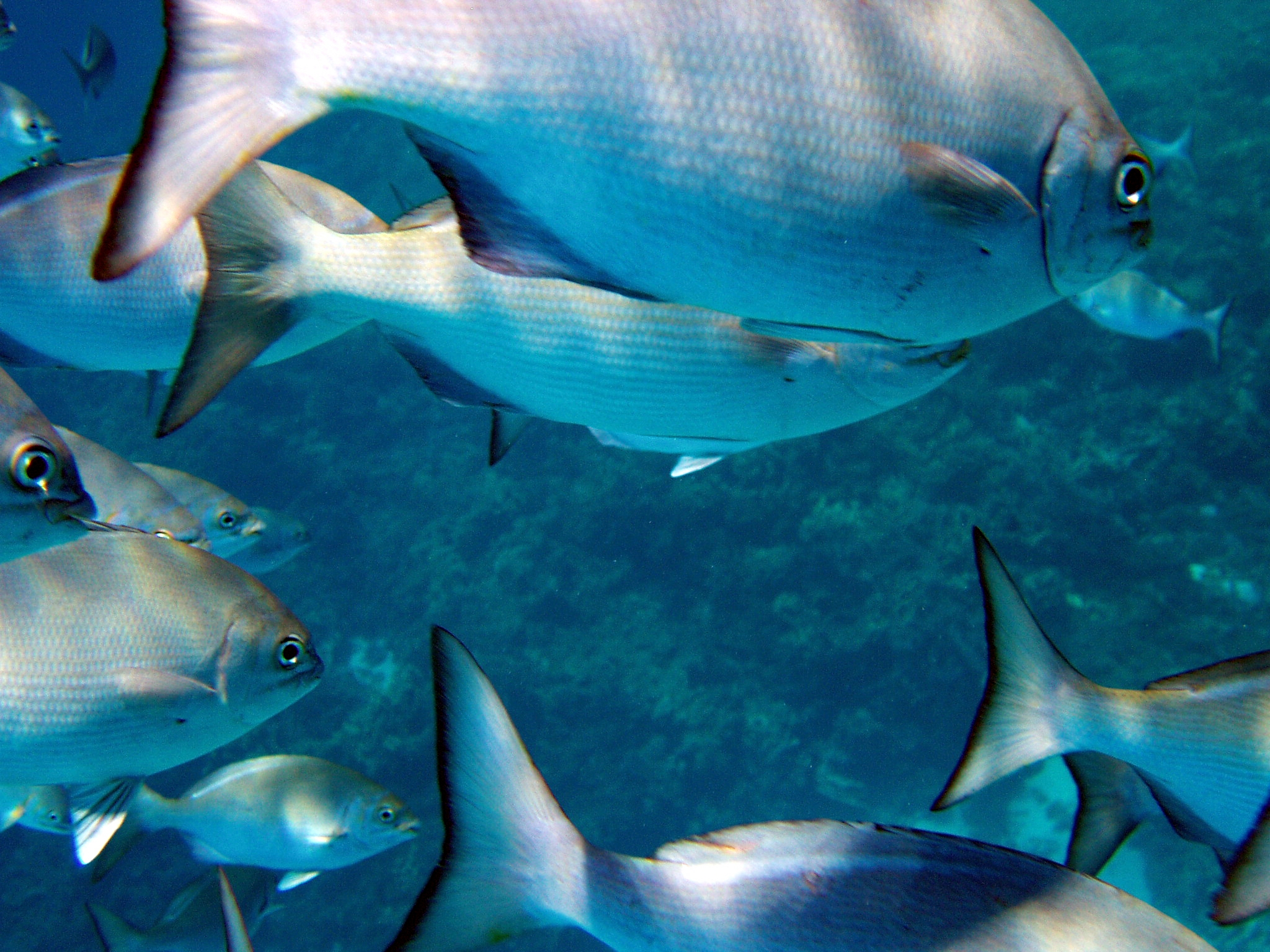
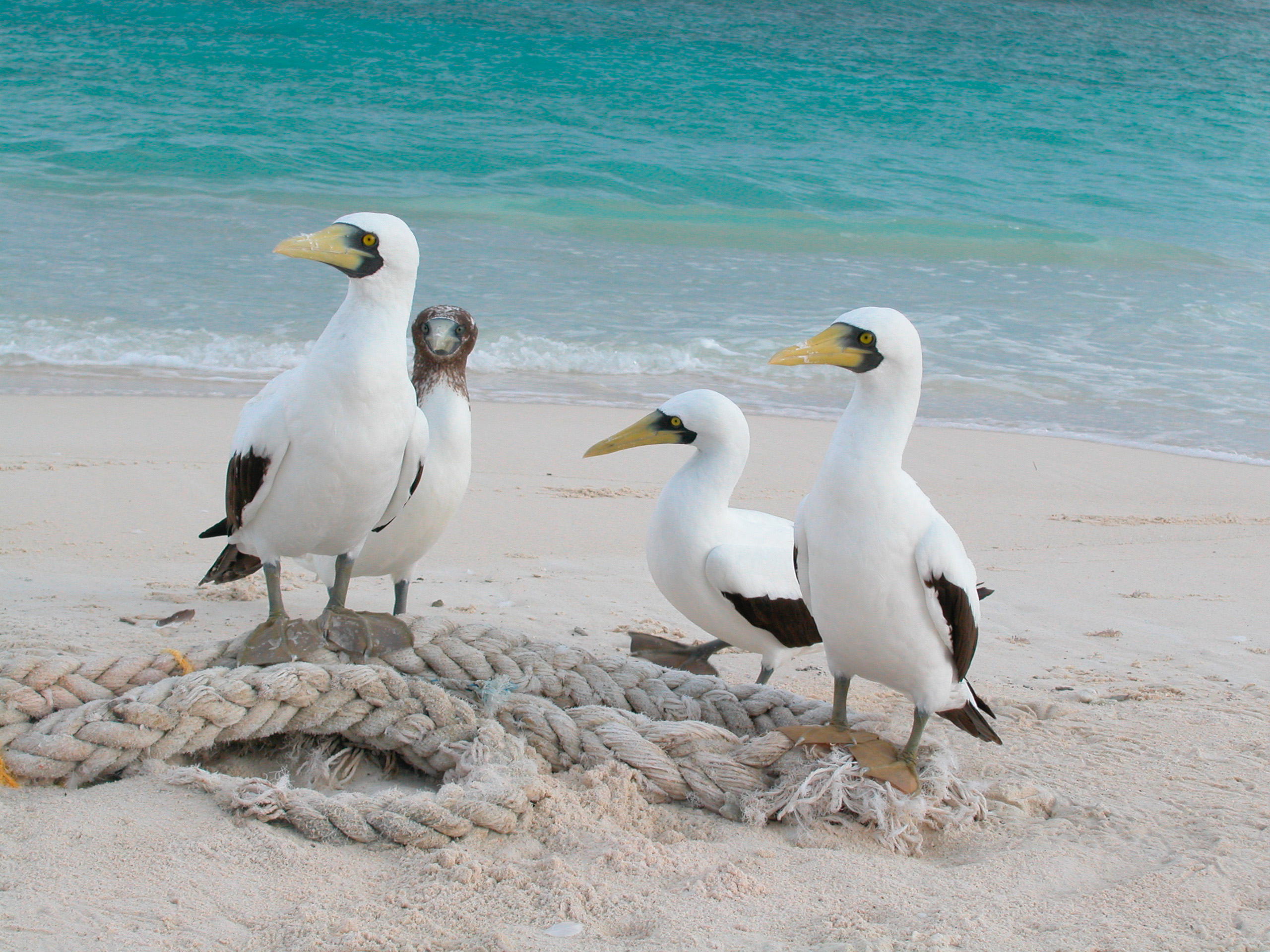
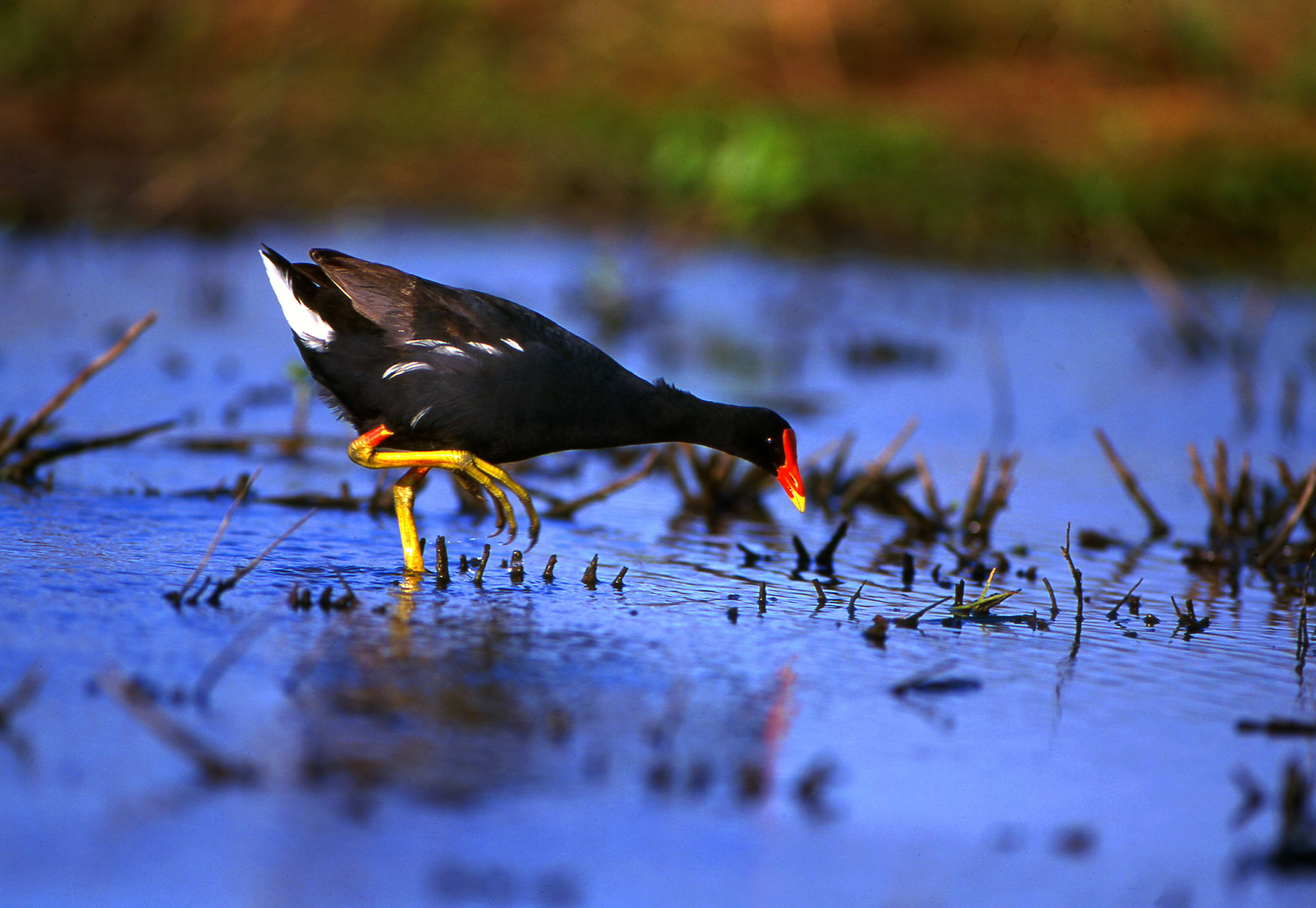
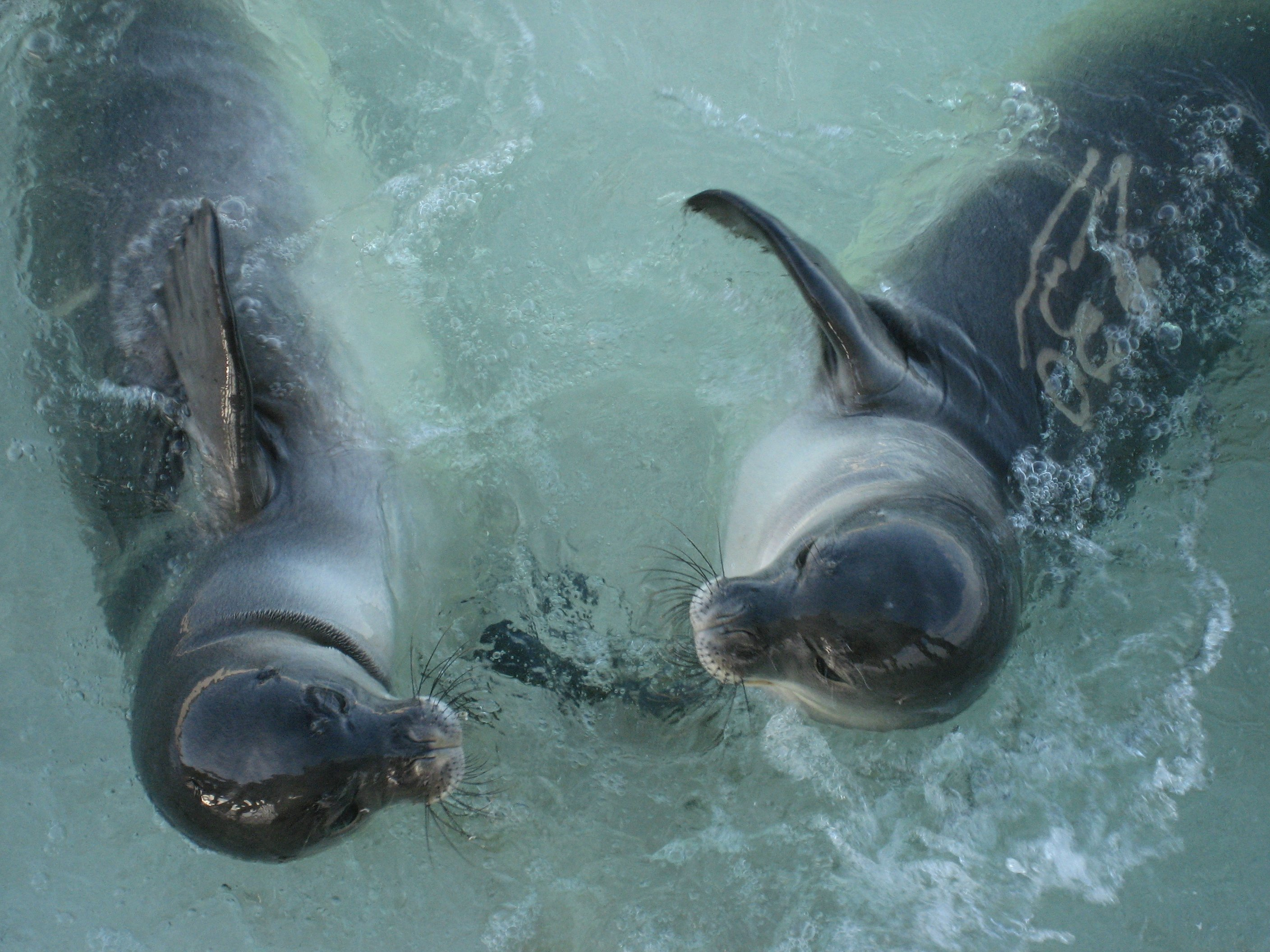
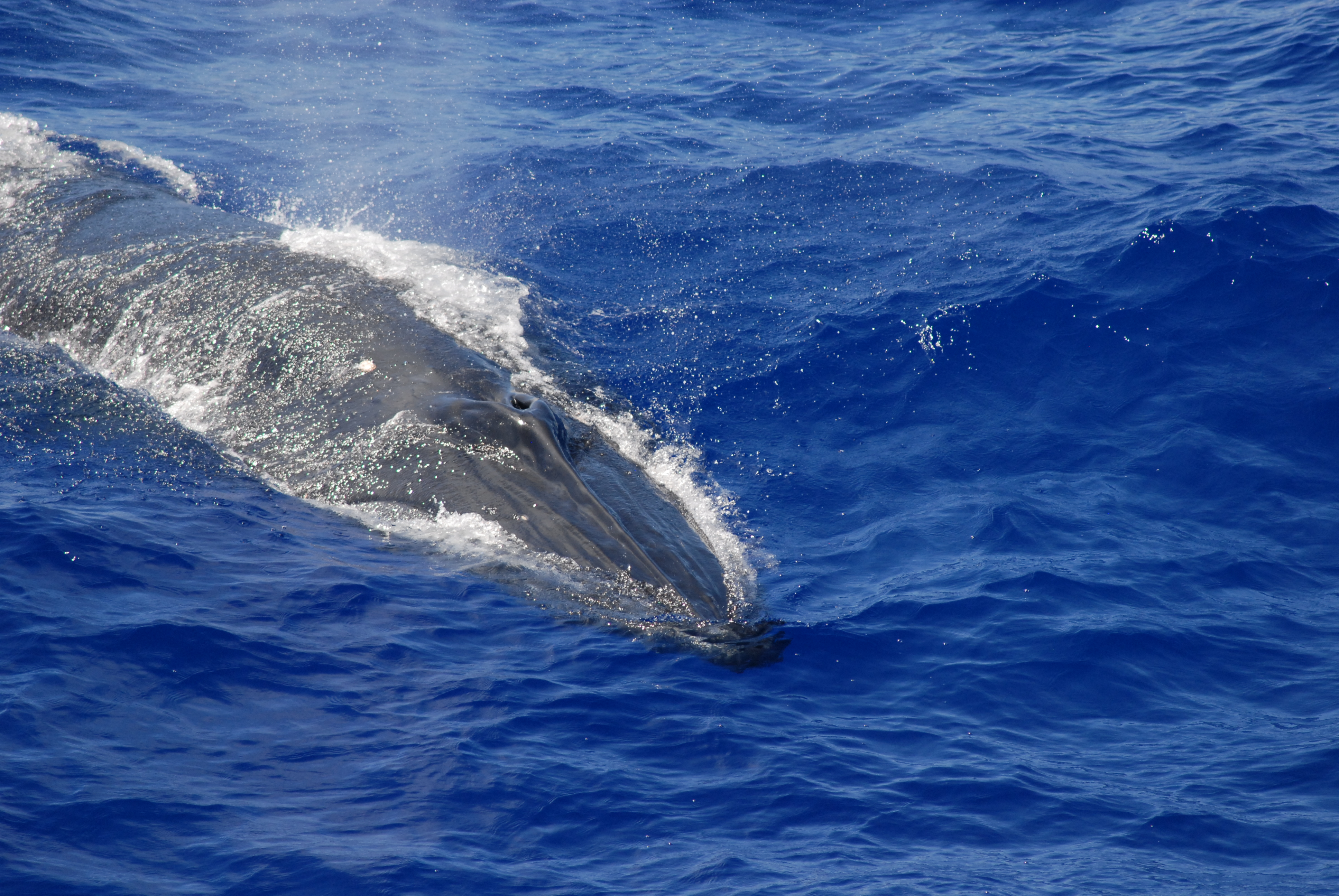
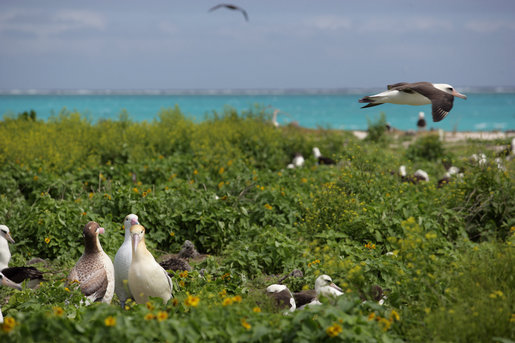
Hải âu Laysan và Hải âu lớn đuôi ngắn
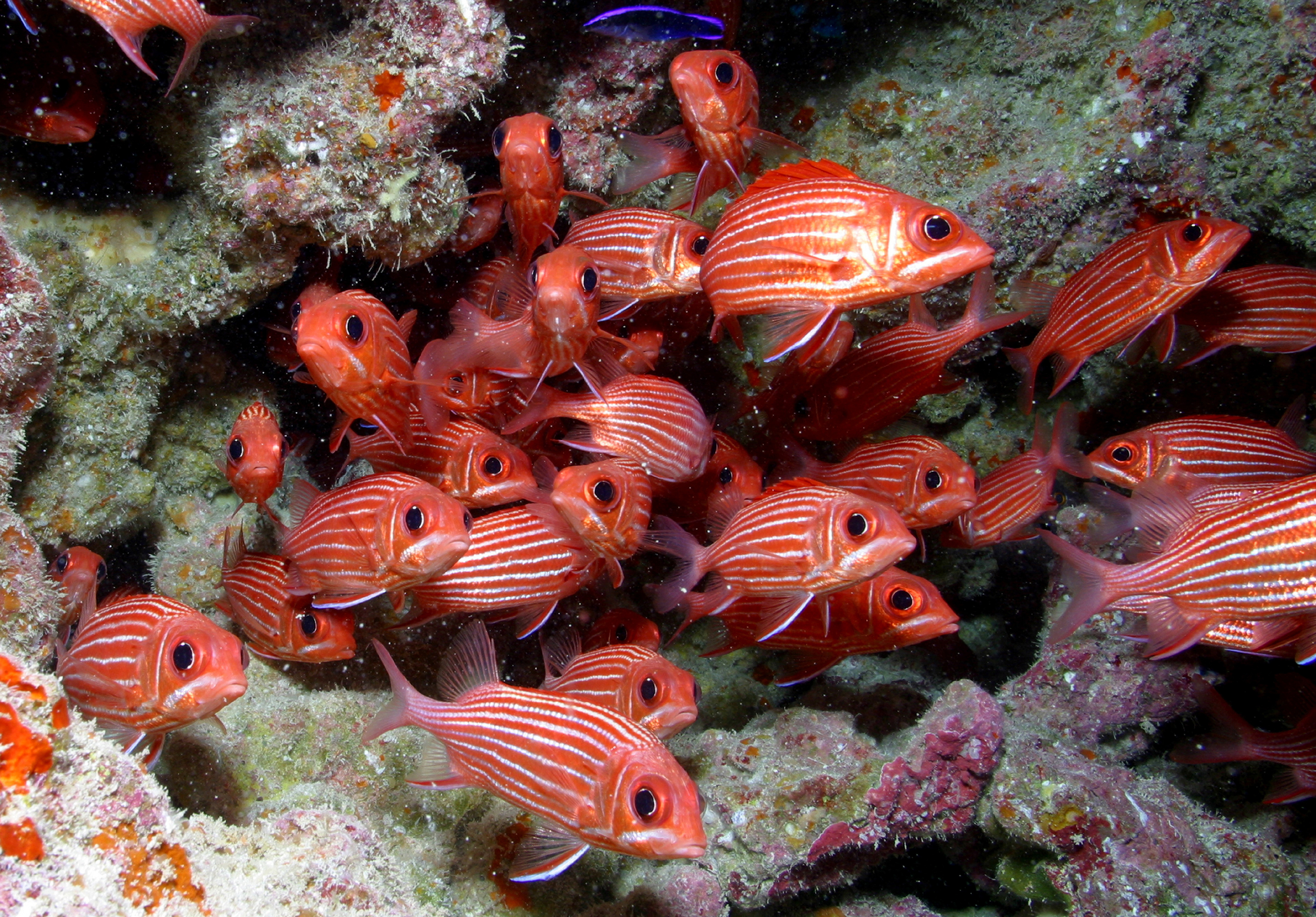
Cá sơn đá Hawaii tại khu vực biển Các bãi cạn Frigate Pháp